# David René Clair
El premi David René Clair va ser un premi de cinema anualment atorgat per l'Acadèmia del Cinema Italià (ACI, Accademia del Cinema Italiano) en el context dels premis David di Donatello. Es tracta d'un guardó especial que rebia el nom del director de cinema francès René Clair i estava destinat a la pel·lícula que combinava les qualitats artístiques amb els requisits per a la millor aprovació del públic. Va ser atorgat pel jurat del David di Donatello des de l'edició del 1982 a l'edició de 1987.

## Guanyadors
Els guanyadors del premi han estat:
- 1982 - Markus Imhoof per Das Boot ist voll i Jaakko Pakkasvirta per Pedon Merkki - ex aequo
- 1983 - Manuel Gutiérrez Aragón per Demonios en el jardín
- 1984 - Sergio Leone per C'era una volta in America
- 1985 - Wim Wenders per Paris, Texas
- 1986 - Federico Fellini per Ginger e Fred
- 1987 - Jean-Jacques Annaud per Il nome della rosa